# Mikel Rueda
Mikel Rueda Sasieta (Bilbao, 6 de julio de 1980) es un director de cine y guionista español.

## Biografía
Es licenciado  en comunicación audiovisual con la especialidad de guion por la Universidad de Navarra. Trabajó como productor en Euskal Irrati Telebista (EITB) durante cuatro años. Tras trabajar en varios cortometrajes, recibió una beca para estudiar en la Escuela de Cine de Nueva York, donde realizó un posgraduado en dirección.
Mikel Rueda hizo su debut tanto de director como de guionista en 2007 con el estreno de su cortometraje, Present Perfect. Su primer largometraje, Estrellas que alcanzar se estrenó en 2010 en el Festival Internacional de Cine de San Sebastián. En 2016 filmó en Nueva York su primer documental, Nueva York. Quinta Planta.
Muchas de sus películas y cortometrajes tratan temas sobre la comunidad LGBTI y queer debido a que cree que "se han conseguido muchos logros, es verdad, pero todavía queda mucho por reclamar".
Ha dirigido filmes en inglés, español y euskera.

## Filmografía
- El jardinero (Serie de televisión, 2025)
- Veneno (Serie de televisión, 2020)
- El doble más quince (2019)
- Caminan (Cortometraje, 2016)
- Nueva York. Quinta planta (2016)
- A escondidas (2014)
- Agua! (Cortometraje, 2012)
- Estrellas que alcanzar (2010)
- Cuando corres (Cortometraje, 2010)
- Present Perfect (Cortometraje, 2007)

## Premios y distinciones
Festival Internacional de Cine de San Sebastián
| Año  | Categoría                   | Película                  | Resultado |
| ---- | --------------------------- | ------------------------- | --------- |
| 2016 | Premio al mejor guion vasco | Nueva York. Quinta planta | Ganador   |

| Año  | Festival                                                           | Categoría                                             | Película     | Resultado |
| ---- | ------------------------------------------------------------------ | ----------------------------------------------------- | ------------ | --------- |
| 2014 | Festival Internacional de Cine sobre Derechos Humanos de Núremberg | Premio Internacional de Núremberg de Derechos Humanos | A escondidas | Nominada  |
| 2015 | Festival de Cine Gay y Lésbico de Lisboa                           | Premio del jurado                                     | A escondidas | Nominada  |